# Зат Найт
Зат Найт (англ. Zat Knight, нар. 2 травня 1981, Соліхалл) — англійський футболіст, центральний захисник клубу «Болтон Вондерерз».

## Клубна кар'єра
У дорослому футболі дебютував 1999 року виступами за команду клубу «Фулхем», в якій провів один сезон, проте не виходив на поле у складі основної команди. У 2000 році перейшов у оренду до команди клубу «Пітерборо Юнайтед».
Своєю грою за останню команду знову привернув увагу представників тренерського штабу клубу «Фулхем», до складу якого повернувся того ж року. Цього разу відіграв за лондонський клуб наступні сім сезонів своєї ігрової кар'єри. Більшість часу, проведеного у складі «Фулхема», був основним гравцем захисту команди.
2007 року уклав контракт з клубом «Астон Вілла», у складі якого провів наступні два роки своєї кар'єри гравця.
До складу клубу «Болтон Вондерерз» приєднався 2009 року. Наразі встиг відіграти за клуб з Болтона 114 матчів в національному чемпіонаті.

## Виступи за збірну
2005 року дебютував в офіційних матчах у складі національної збірної Англії. Наразі провів у формі головної команди країни 2 матчі.
| Дата       | Місто         | Господарі | Результат | Гості    | Турнір           | Голи | Примітки |
| ---------- | ------------- | --------- | --------- | -------- | ---------------- | ---- | -------- |
| 28/05/2005 | Чикаго        | США       | 1 – 2     | Англія   | товариський матч | -    |          |
| 31/05/2008 | Іст-Резерфорд | Англія    | 3 – 2     | Колумбія | товариський матч | -    |          |
| Усього     |               | Матчів    | 2         |          | Голів            | 0    |          |